# Melitaea palamedes
Melitaea palamedes är en fjärilsart som beskrevs av Grum-grshimailo 1890. Melitaea palamedes ingår i släktet Melitaea och familjen praktfjärilar. Inga underarter finns listade i Catalogue of Life.